# 지포이테스 1세
지포이테스 1세 또는 지보이테스 1세, 티보테스 1세 (그리스어: Zιπoίτης or Zιβoίτης; 생몰 : 기원전 354년경 – 기원전 278년, 재위 : 기원전 326년경 – 기원전 278년)는 비티니아의 통치자이다.

## 생애
기원전 326년경 아버지 바스의 왕위를 이어 38년간 재위하며, 리시마코스 및 셀레우코스 1세 니카토르의 아들 안티오코스 등과 성공적인 전쟁을 치렀다. 기원전 315년에 그는 아스타코스와 칼케돈 등과 전쟁을 벌였지만, 안티고노스 1세 모노프탈모스가 보낸 구원군에 막혔다. 기원전 301년, 안티고노스가 사망하자, 다시 한번 공격을 감행하여, 승리를 거뒀고, 아스타코스는 전쟁 중에 파괴되었다. 그는 리페드론 (Lypedron)산 아래 본인의 이름을 딴 지포이티움이라는 도시를 세웠는데 도시 및 산의 정확한 위치는 알려져 있지 않다.
그는 76세쯤까지 살았고, 자식 넷을 두었는데, 그 중 맏이 니코메데스가 그의 왕위를 계승했다. 그는 '바실레우스' (왕)이라는 칭호를 취한 최초의 비티니아 통치자로, 기원전 297년에 이 칭호를 차지하였다. 그의 후임자들은 이 시기를 비티니아력의 첫 해로 삼았는데, 이 기년법은 일부 장소에서는 서기 5세기까지도 사용되었다.

## 참고 문헌
- Cohen, Getzel M. (1996), 〈Zipoition〉, 《The Hellenistic Settlements in Europe, the Islands and Asia Minor》

- This article incorporates text from a publication now in the public domain: Smith, William, 편집. (1870). 〈Ziboetes〉. 《Dictionary of Greek and Roman Biography and Mythology》 3. 1329쪽.

| 이전 바스 | 비티니아의 군주 및 왕 기원전 326년 – 기원전 278년 | 이후 니코메데스 1세 지포이테스 2세 |